# 1966 en Suisse
Chronologie de la Suisse
- 1962
- 1963
- 1964
- 1965
- 1966
- 1967
- 1968
- 1969
- 1970

Chronologie de la Suisse
1965 en Suisse - 1966 en Suisse - 1967 en Suisse

## Gouvernement au1erjanvier 1966
- Conseil fédéral[1]:
  - Hans Schaffner PRD, président de la Confédération
  - Roger Bonvin PDC, vice-président de la Confédération
  - Hans Peter Tschudi PSS
  - Ludwig von Moos PDC
  - Willy Spühler PSS
  - Paul Chaudet PRD
  - Rudolf Gnägi UDC

## Évènements

### Janvier
Samedi 1er janvier 
- Libéralisation de l’industrie horlogère par l’abolition des permis de fabrication auxquels elle était soumise depuis 1934.

 Mardi 4 janvier 
- Une avalanche détruit la gare de Zermatt (VS).

 Samedi 8 janvier 
- Dans l’application de la loi fédérale sur le travail, le canton de Genève déclare férié le jour du Jeûne genevois, plutôt que le 1er mai. Il sera célébré le jeudi qui suit le premier dimanche de septembre.

 Mardi 11 janvier 
- Décès à Coire (GR), à l’âge de 64 ans, du sculpteur Alberto Giacometti.

 Jeudi 20 janvier 
- Première, au Schauspielhaus de Zurich, de la comédie Le Météore de Friedrich Dürrenmatt.

 Dimanche 30 janvier 
- Le corps électoral du canton de Vaud refuse la participation de l’État de Vaud au financement de l’aéroport d’Étagnières.

### Février
Samedi 5 février 
- Décès à Kreuzlingen (TG), à l’âge de 84 ans, du psychiatre Ludwig Binswanger.

 Samedi 12 février 
- Inauguration à Coire (GR) du studio Cumènanza Radio Rumantsch de la Radio suisse alémanique et de la Télévision suisse alémanique.

 Mardi 15 février 
- Pour la première fois de son histoire, le HC Grasshoppers devient champion de Suisse de hockey-sur-glace.

 Mercredi 16 février 
- À la suite d'une fuite d’oxyde de carbone, quinze ouvriers italiens et deux pompiers de Locarno sont asphyxiés dans une galerie souterraine creusée pour les Forces hydroélectriques de la Maggia entre le Val Bavona et le Val Bedretto (TI).

### Mars
Dimanche 13 mars 
- Élection complémentaire à Fribourg. Paul Genoud (PRD) est élu au Conseil d’État lors du 2e tour de scrutin.
- Élections complémentaires à Bâle-Ville. Arnold Schneider (PRD) et Lukas Burckhardt (PLS) sont élus au Conseil d’Etat lors du 1er tour de scrutin.

 Dimanche 27 mars 
- Élections cantonales dans le Canton de Vaud. Claude Bonnard (PLS), Jean-Pierre Pradervand (PRD), Pierre Schumacher (PRD), Édouard Debétaz (PRD), Marc-Henri Ravussin (UDC), Pierre Graber (PSS) et René Villard (PSS) sont élus au Conseil d’Etat lors du 2e tour de scrutin.

 Lundi 28 mars 
- Décès à Vira-Gambarogno (TI), à l’âge de 86 ans, du sculpteur Jakob Probst.

### Avril
Mercredi 6 avril 
- Décès à Zurich, à l’âge de 76 ans, du théologien Emil Brunner.

 Jeudi 7 avril 
- Décès à Riex (VD), à l’âge de 76 ans, du peintre Charles Blanc.

### Mai
Dimanche 8 mai 
- Élections cantonales à Berne. Dewet Buri (UDC), Robert Bauder (PRD), Henri Huber (PSS), Fritz Moser (UDC), Hans Tschumi (UDC), Erwin Schneider (PSS), Ernst Jaberg (UDC) et Simon Kohler (PRD) sont élus au Conseil d’Etat lors du 1er tour de scrutin.
- Le FC Zurich s’adjuge, pour la quatrième fois de son histoire, le titre de champion de Suisse de football.

 Mardi 24 mai 
- Inauguration de la Raffinerie de pétrole Shell à Cressier (NE).

### Juin
Lundi 6 juin 
- Le Conseil fédéral présente sa conception de la défense nationale militaire.

 Mardi 7 juin 
- Décès, à Bâle, à l’âge de 79 ans, du peintre et sculpteur d’origine alsacienne Jean Arp.

 Dimanche 19 juin 
- L’Italien Ambrogio Portalupi remporte le Tour de Suisse cycliste

 Dimanche 26 juin 
- Votation cantonale. Le demi-canton de Bâle-Ville est le premier de Suisse alémanique à introduire le suffrage féminin.

### Juillet
Samedi 30 juillet 
- Un torrent de boue se répand sur le village de Stalden (VS).

 Dimanche 31 juillet 
- Décès à Zurich, à l’âge de 70 ans, du sculpteur Peter Speck.

### Août
Lundi 1er août 
- La Suisse devient membre à part entière du GATT.

 Vendredi 26 août 
- Décès accidentel, à l'aérodrome de Sion (VS), à l’âge de 51 ans, du pilote des glaciers Hermann Geiger.

### Septembre
Jeudi 23 septembre 
- Inauguration du barrage du Sanetsch (VS).

 Vendredi 24 septembre 
- La dernière ligne de tramway de Schaffhouse est remplacée par un trolleybus.

 Vendredi 30 septembre 
- Le Conseil fédéral reconnaît l’indépendance du Botswana.

### Octobre
Samedi 1er octobre 
- Mise en service à Zurich du nouveau studio du Téléjournal à partir duquel sont diffusés les journaux télévisés pour toute la Suisse.

 Mardi 4 octobre 
- Le Conseil fédéral reconnaît l’indépendance du Lesotho.

 Samedi 6 octobre 
- Bachir Boumaza, ministre algérien de l’information, se réfugie à Genève.

 Dimanche 16 octobre 
- Votations fédérales. Le peuple approuve, par 491 220 oui (68,1 %) contre 230 483 non (31,9 %), l’article constitutionnel relatif aux Suisses de l’étranger.
- Votations fédérales. Le peuple rejette, par 571 267 non (76,6 %) contre 174 242 oui (23,4 %), l’Initiative populaire « relative à la lutte contre l'alcoolisme ».

 Vendredi 19 octobre 
- Le quotidien neuchâtelois L’Effort devient un hebdomadaire.

 Vendredi 28 octobre 
- Décès à Jérusalem, à l’âge de 76 ans, de l’industriel schaffhousois Georg Fischer.

 Samedi 29 octobre 
- Inauguration du Palais des Congrès à Bienne (BE).

### Novembre
Lundi 7 novembre 
- Expulsion de Freddy-Nils Andersson, éditeur d’origine suédoise né à Lausanne, accusé de propagande en faveur d'une idéologie étrangère au sein d'une organisation marxiste-léniniste pro-chinoise.

 Lundi 28 novembre 
- À la suite de l'affaire des Mirage, le conseiller fédéral Paul Chaudet annonce sa démission, après onze ans passés au Conseil fédéral à la tête des affaires militaires.

### Décembre
Dimanche 4 décembre 
- Élections cantonales à Fribourg. Georges Ducotterd (UDC) est élu au Conseil d’État lors du 1er tour de scrutin.

 Mardi 13 décembre 
- Bettingen (BS) est la première commune de Suisse alémanique à tenir une assemblée communale à laquelle participent des citoyennes.

 Mercredi 14 décembre 
- Élection de Nello Celio au Conseil fédéral.

 Jeudi 15 décembre 
- Inauguration du Muséum d'histoire naturelle de la Ville de Genève.

 Dimanche 18 décembre 
- Élections cantonales à Fribourg. Arnold Waeber (PDC), Émile Zehnder (PRD), Pierre Dreyer (PDC), Claude Genoud (PRD), Max Aebischer (PDC) et Paul Genoud (PRD) sont élus au Conseil d’Etat lors du 2e tour de scrutin.

 Jeudi 22 décembre 
- Inauguration d’un tronçon de 7,5 km de l’autoroute A2 entre Chiasso et Mendrisio (TI).